# Campeonato Ecuatoriano de Fútbol 1986
El Campeonato Ecuatoriano de Fútbol 1986, conocido oficialmente como «Campeonato Nacional de Fútbol 1986», fue la 28.ª edición del Campeonato nacional de fútbol profesional de la Primera División en Ecuador. El torneo fue organizado por la Federación Ecuatoriana de Fútbol. Hubo descenso a la Segunda División.
El Nacional se coronó campeón por novena vez en su historia.

## Sistema de juego
1986 fue una nueva oportunidad para ensayar otra fórmula de disputa del campeonato ecuatoriano: 4 etapas bien diferenciadas entre sí, en las que jamás se enfrentaron todos los equipos participantes.
Los dirigentes de la Federación Ecuatoriana de Fútbol, liderados por Carlos Coello Martínez, dividieron en 2 grupos a los 16 equipos. El primero con Barcelona, Emelec, Audaz Octubrino, Deportivo Quevedo, Deportivo Quito, Universidad Católica, América y Macará. El segundo con Filanbanco, 9 de Octubre, Liga Deportiva Universitaria de Portoviejo, Esmeraldas Petrolero, Liga Deportiva Universitaria, El Nacional, Técnico Universitario y Deportivo Cuenca.
De la primera etapa salieron los 6 primeros clasificados para la tercera etapa, que fueron aquellos ubicados en los 3 primeros lugares de cada uno de los grupos. El último equipo de cada uno de ellos se quedó a disputar el cuadrangular del no descenso.
La segunda etapa fue idéntica. Esta vez, en la primera llave, estuvieron encuadradas por Barcelona, Filanbanco, 9 de Octubre, Esmeraldas Petrolero, Deportivo Quevedo, Deportivo Quito, Deportivo Cuenca y Universidad Católica; en la segunda llave, estuvieron encuadradas que disputaron Emelec, Liga Deportiva Universitaria de Portoviejo, Audaz Octubrino, Liga Deportiva Universitaria, El Nacional, América, Técnico Universitario y Macará. Igual, los 3 ganadores de cada llave fueron a la tercera etapa; el último de cada grupo, al cuadrangular del no descenso.
La tercera etapa fue jugada por los 12 equipos clasificados en las 2 etapas, que estuvieron divididos en 2 nuevos grupos de 6 equipos cada uno.
Los 2 mejores de cada llave clasificaron a la cuarta etapa denominado etapa final, donde se disputó el campeonato.
Al mismo tiempo, se jugó el cuadrangular del no descenso: el último ubicado en el último lugar descendió a la Segunda División de 1987.

## Relevo anual de clubes
| Pos. | de la Primera División |
| ---- | ---------------------- |
| 16º  | Manta Sport            |

| Pos. | de la Segunda División |
| ---- | ---------------------- |
| 1º   | Macará                 |

## Datos de los clubes
| Equipo                | Ciudad                                                                    | Provincia             |
| --------------------- | ------------------------------------------------------------------------- | --------------------- |
| América de Quito      | Quito                                                                     | Pichincha             |
| Audaz Octubrino       | Machala                                                                   | El Oro                |
| Barcelona             | Guayaquil                                                                 | Guayas                |
| Deportivo Cuenca      | Cuenca                                                                    | Azuay                 |
| Deportivo Quevedo     | Quevedo                                                                   | Los Ríos              |
| Deportivo Quito       | Quito                                                                     | Pichincha             |
| El Nacional           | Quito                                                                     | Pichincha             |
| Emelec                | Guayaquil                                                                 | Guayas                |
| Esmeraldas Petrolero  | [[Archivo:\|20x20px\|border\|Bandera de Esmeraldas (Ecuador)]] Esmeraldas | Esmeraldas            |
| Filanbanco            | Guayaquil                                                                 | Guayas                |
| Liga de Portoviejo    | Portoviejo                                                                | Manabí                |
| Liga de Quito         | Quito                                                                     | Pichincha             |
| Macará                | Ambato / [[Archivo:\|20x20px\|border\|Bandera de Latacunga]] Latacunga    | Tungurahua / Cotopaxi |
| Técnico Universitario | Ambato                                                                    | Tungurahua            |
| Universidad Católica  | Quito                                                                     | Pichincha             |
| 9 de Octubre          | Guayaquil / Milagro                                                       | Guayas                |

## Equipos por ubicación geográfica
| Provincia  | N.º | Equipos                                                                                   |
| ---------- | --- | ----------------------------------------------------------------------------------------- |
| Pichincha  | 5   | - América de Quito - Deportivo Quito - El Nacional - Liga de Quito - Universidad Católica |
| Guayas     | 4   | - Barcelona - Emelec - Filanbanco - 9 de Octubre                                          |
| Tungurahua | 2   | - Macará - Técnico Universitario                                                          |
| Azuay      | 1   | - Deportivo Cuenca                                                                        |
| El Oro     | 1   | - Audaz Octubrino                                                                         |
| Esmeraldas | 1   | - Esmeraldas Petrolero                                                                    |
| Los Ríos   | 1   | - Deportivo Quevedo                                                                       |
| Manabí     | 1   | - Liga de Portoviejo                                                                      |

| Liga de Portoviejo Audaz Octubrino Barcelona Emelec Filanbanco 9 de Octubre Deportivo Quevedo Esmeraldas Petrolero Universidad Católica Liga de Quito El Nacional Deportivo Quito América de Quito Deportivo Cuenca Macará Técnico Universitario |

## Primera etapa

### Partidos y resultados
| Fecha 1     | Fecha 1               | Fecha 1   | Fecha 1              |
| Fecha       | Equipo Local          | Resultado | Equipo Visitante     |
| ----------- | --------------------- | --------- | -------------------- |
| 9 de marzo  | Técnico Universitario | 0 - 1     | El Nacional          |
| 9 de marzo  | Audaz Octubrino       | 3 - 0     | Universidad Católica |
| 9 de marzo  | Deportivo Quevedo     | 1 - 3     | Emelec               |
| 9 de marzo  | Barcelona             | 1 - 0     | América de Quito     |
| 9 de marzo  | 9 de Octubre          | 1 - 2     | Liga de Portoviejo   |
| 9 de marzo  | Liga de Quito         | 2 - 0     | Esmeraldas Petrolero |
| 9 de marzo  | Deportivo Cuenca      | 0 - 0     | Filanbanco           |
| 10 de marzo | Deportivo Quito       | 2 - 0     | Macará               |

| Fecha 2     | Fecha 2              | Fecha 2   | Fecha 2               |
| Fecha       | Equipo Local         | Resultado | Equipo Visitante      |
| ----------- | -------------------- | --------- | --------------------- |
| 15 de marzo | Macará               | 2 - 2     | Deportivo Quevedo     |
| 15 de marzo | Esmeraldas Petrolero | 2 - 0     | Deportivo Cuenca      |
| 16 de marzo | Universidad Católica | 2 - 3     | Barcelona             |
| 16 de marzo | Emelec               | 1 - 1     | Deportivo Quito       |
| 16 de marzo | América de Quito     | 2 - 3     | Audaz Octubrino       |
| 16 de marzo | El Nacional          | 3 - 2     | 9 de Octubre          |
| 16 de marzo | Liga de Portoviejo   | 1 - 0     | Técnico Universitario |
| 16 de marzo | Filanbanco           | 0 - 1     | Liga de Quito         |

| Fecha 3     | Fecha 3              | Fecha 3   | Fecha 3               |
| Fecha       | Equipo Local         | Resultado | Equipo Visitante      |
| ----------- | -------------------- | --------- | --------------------- |
| 22 de marzo | Esmeraldas Petrolero | 3 - 2     | Técnico Universitario |
| 23 de marzo | Deportivo Quito      | 2 - 0     | América de Quito      |
| 23 de marzo | Macará               | 2 - 1     | Audaz Octubrino       |
| 23 de marzo | Barcelona            | 1 - 0     | Emelec                |
| 23 de marzo | Deportivo Quevedo    | 1 - 0     | Universidad Católica  |
| 23 de marzo | Liga de Quito        | 7 - 0     | Liga de Portoviejo    |
| 23 de marzo | Deportivo Cuenca     | 0 - 0     | El Nacional           |
| 23 de marzo | Filanbanco           | 3 - 1     | 9 de Octubre          |

| Fecha 4     | Fecha 4               | Fecha 4   | Fecha 4              |
| Fecha       | Equipo Local          | Resultado | Equipo Visitante     |
| ----------- | --------------------- | --------- | -------------------- |
| 29 de marzo | 9 de Octubre          | 1 - 0     | Deportivo Cuenca     |
| 29 de marzo | Técnico Universitario | 0 - 0     | Liga de Quito        |
| 30 de marzo | América de Quito      | 1 - 2     | Emelec               |
| 30 de marzo | Audaz Octubrino       | 2 - 1     | Deportivo Quito      |
| 30 de marzo | Barcelona             | 1 - 1     | Deportivo Quevedo    |
| 30 de marzo | Universidad Católica  | 1 - 1     | Macará               |
| 30 de marzo | El Nacional           | 3 - 0     | Esmeraldas Petrolero |
| 30 de marzo | Liga de Portoviejo    | 0 - 2     | Filanbanco           |

| Fecha 5    | Fecha 5              | Fecha 5   | Fecha 5               |
| Fecha      | Equipo Local         | Resultado | Equipo Visitante      |
| ---------- | -------------------- | --------- | --------------------- |
| 5 de abril | Macará               | 0 - 0     | Barcelona             |
| 5 de abril | Esmeraldas Petrolero | 2 - 1     | 9 de Octubre          |
| 5 de abril | Deportivo Quito      | 4 - 0     | Universidad Católica  |
| 5 de abril | Deportivo Quevedo    | 0 - 0     | América de Quito      |
| 5 de abril | Emelec               | 2 - 0     | Audaz Octubrino       |
| 5 de abril | Liga de Quito        | 3 - 1     | El Nacional           |
| 5 de abril | Deportivo Cuenca     | 4 - 1     | Liga de Portoviejo    |
| 5 de abril | Filanbanco           | 1 - 0     | Técnico Universitario |

| Fecha 6     | Fecha 6               | Fecha 6   | Fecha 6              |
| Fecha       | Equipo Local          | Resultado | Equipo Visitante     |
| ----------- | --------------------- | --------- | -------------------- |
| 12 de abril | Técnico Universitario | 1 - 0     | Deportivo Cuenca     |
| 13 de abril | América de Quito      | 1 - 1     | Macará               |
| 13 de abril | Deportivo Quito       | 4 - 1     | Barcelona            |
| 13 de abril | Emelec                | 1 - 0     | Universidad Católica |
| 13 de abril | Audaz Octubrino       | 0 - 0     | Deportivo Quevedo    |
| 13 de abril | Liga de Quito         | 3 - 2     | 9 de Octubre         |
| 13 de abril | Liga de Portoviejo    | 1 - 0     | Esmeraldas Petrolero |
| 13 de abril | Filanbanco            | 3 - 2     | El Nacional          |

| Fecha 7     | Fecha 7              | Fecha 7   | Fecha 7               |
| Fecha       | Equipo Local         | Resultado | Equipo Visitante      |
| ----------- | -------------------- | --------- | --------------------- |
| 19 de abril | Macará               | 0 - 2     | Emelec                |
| 19 de abril | 9 de Octubre         | 1 - 0     | Técnico Universitario |
| 19 de abril | Esmeraldas Petrolero | 0 - 0     | Filanbanco            |
| 20 de abril | Universidad Católica | 1 - 1     | América de Quito      |
| 20 de abril | Deportivo Cuenca     | 1 - 0     | Liga de Quito         |
| 20 de abril | El Nacional          | 8 - 1     | Liga de Portoviejo    |
| 23 de abril | Deportivo Quevedo    | 2 - 1     | Deportivo Quito       |
| 7 de mayo   | Barcelona            | 2 - 0     | Audaz Octubrino       |

| Fecha 8     | Fecha 8              | Fecha 8   | Fecha 8               |
| Fecha       | Equipo Local         | Resultado | Equipo Visitante      |
| ----------- | -------------------- | --------- | --------------------- |
| 26 de abril | Esmeraldas Petrolero | 1 - 1     | Liga de Quito         |
| 26 de abril | Macará               | 0 - 0     | Deportivo Quito       |
| 27 de abril | Emelec               | 4 - 3     | Deportivo Quevedo     |
| 27 de abril | Universidad Católica | 0 - 0     | Audaz Octubrino       |
| 27 de abril | El Nacional          | 2 - 0     | Técnico Universitario |
| 27 de abril | Liga de Portoviejo   | 2 - 2     | 9 de Octubre          |
| 27 de abril | Filanbanco           | 1 - 1     | Deportivo Cuenca      |
| 21 de mayo  | América de Quito     | 1 - 0     | Barcelona             |

| Fecha 9   | Fecha 9               | Fecha 9   | Fecha 9              |
| Fecha     | Equipo Local          | Resultado | Equipo Visitante     |
| --------- | --------------------- | --------- | -------------------- |
| 3 de mayo | Deportivo Quito       | 5 - 1     | Emelec               |
| 3 de mayo | 9 de Octubre          | 1 - 2     | El Nacional          |
| 3 de mayo | Liga de Quito         | 2 - 4     | Filanbanco           |
| 3 de mayo | Técnico Universitario | 2 - 1     | Liga de Portoviejo   |
| 4 de mayo | Deportivo Quevedo     | 2 - 0     | Macará               |
| 4 de mayo | Barcelona             | 2 - 4     | Universidad Católica |
| 4 de mayo | Audaz Octubrino       | 3 - 0     | América de Quito     |
| 4 de mayo | Deportivo Cuenca      | 1 - 0     | Esmeraldas Petrolero |

| Fecha 10   | Fecha 10              | Fecha 10  | Fecha 10             |
| Fecha      | Equipo Local          | Resultado | Equipo Visitante     |
| ---------- | --------------------- | --------- | -------------------- |
| 10 de mayo | Universidad Católica  | 3 - 0     | Deportivo Quevedo    |
| 10 de mayo | América de Quito      | 1 - 5     | Deportivo Quito      |
| 10 de mayo | Técnico Universitario | 2 - 2     | Esmeraldas Petrolero |
| 10 de mayo | El Nacional           | 6 - 0     | Deportivo Cuenca     |
| 10 de mayo | 9 de Octubre          | 1 - 2     | Filanbanco           |
| 11 de mayo | Emelec                | 2 - 1     | Barcelona            |
| 11 de mayo | Audaz Octubrino       | 1 - 0     | Macará               |
| 11 de mayo | Liga de Portoviejo    | 2 - 4     | Liga de Quito        |

| Fecha 11   | Fecha 11             | Fecha 11  | Fecha 11              |
| Fecha      | Equipo Local         | Resultado | Equipo Visitante      |
| ---------- | -------------------- | --------- | --------------------- |
| 14 de mayo | Deportivo Quevedo    | 2 - 2     | Barcelona             |
| 14 de mayo | Macará               | 2 - 0     | Universidad Católica  |
| 14 de mayo | Deportivo Quito      | 3 - 2     | Audaz Octubrino       |
| 14 de mayo | Emelec               | 1 - 0     | América de Quito      |
| 14 de mayo | Esmeraldas Petrolero | 0 - 0     | El Nacional           |
| 14 de mayo | Liga de Quito        | 1 - 1     | Técnico Universitario |
| 14 de mayo | Filanbanco           | 1 - 0     | Liga de Portoviejo    |
| 14 de mayo | Deportivo Cuenca     | 3 - 0     | 9 de Octubre          |

| Fecha 12   | Fecha 12              | Fecha 12  | Fecha 12             |
| Fecha      | Equipo Local          | Resultado | Equipo Visitante     |
| ---------- | --------------------- | --------- | -------------------- |
| 17 de mayo | 9 de Octubre          | 0 - 1     | Esmeraldas Petrolero |
| 17 de mayo | Técnico Universitario | 4 - 3     | Filanbanco           |
| 18 de mayo | América de Quito      | 2 - 3     | Deportivo Quevedo    |
| 18 de mayo | Audaz Octubrino       | 1 - 0     | Emelec               |
| 18 de mayo | Barcelona             | 4 - 0     | Macará               |
| 18 de mayo | Universidad Católica  | 0 - 3     | Deportivo Quito      |
| 18 de mayo | El Nacional           | 3 - 0     | Liga de Quito        |
| 18 de mayo | Liga de Portoviejo    | 2 - 0     | Deportivo Cuenca     |

| Fecha 13   | Fecha 13             | Fecha 13  | Fecha 13              |
| Fecha      | Equipo Local         | Resultado | Equipo Visitante      |
| ---------- | -------------------- | --------- | --------------------- |
| 24 de mayo | Macará               | 3 - 0     | América de Quito      |
| 24 de mayo | 9 de Octubre         | 0 - 2     | Liga de Quito         |
| 24 de mayo | Esmeraldas Petrolero | 4 - 1     | Liga de Portoviejo    |
| 25 de mayo | Universidad Católica | 1 - 0     | Emelec                |
| 25 de mayo | Deportivo Quevedo    | 1 - 0     | Audaz Octubrino       |
| 25 de mayo | Barcelona            | 3 - 0     | Deportivo Quito       |
| 25 de mayo | Deportivo Cuenca     | 1 - 1     | Técnico Universitario |
| 25 de mayo | El Nacional          | 1 - 1     | Filanbanco            |

| Fecha 14   | Fecha 14              | Fecha 14  | Fecha 14             |
| Fecha      | Equipo Local          | Resultado | Equipo Visitante     |
| ---------- | --------------------- | --------- | -------------------- |
| 30 de mayo | América de Quito      | 0 - 3     | Universidad Católica |
| 30 de mayo | Deportivo Quito       | 3 - 0     | Deportivo Quevedo    |
| 30 de mayo | Audaz Octubrino       | 0 - 0     | Barcelona            |
| 30 de mayo | Emelec                | 1 - 1     | Macará               |
| 30 de mayo | Técnico Universitario | 1 - 0     | 9 de Octubre         |
| 30 de mayo | Liga de Portoviejo    | 0 - 1     | El Nacional          |
| 30 de mayo | Filanbanco            | 2 - 1     | Esmeraldas Petrolero |
| 30 de mayo | Liga de Quito         | 2 - 1     | Deportivo Cuenca     |

### Tabla de posiciones

#### Grupo 1
|  |  |    | Equipo               | PJ | PG | PE | PP | GF | GC | DG  | PTS | PB  |
|  |  | -- | -------------------- | -- | -- | -- | -- | -- | -- | --- | --- | --- |
|  |  | 1. | Deportivo Quito      | 14 | 9  | 2  | 3  | 34 | 13 | +21 | 20  | 1,5 |
|  |  | 2. | Emelec               | 14 | 8  | 2  | 4  | 20 | 16 | +4  | 18  | 1   |
|  |  | 3. | Barcelona            | 14 | 6  | 4  | 4  | 21 | 16 | +5  | 16  | 0,5 |
|  |  | 4. | Audaz Octubrino      | 14 | 6  | 3  | 5  | 16 | 13 | +3  | 15  |     |
|  |  | 5. | Deportivo Quevedo    | 14 | 5  | 5  | 4  | 18 | 21 | -3  | 15  |     |
|  |  | 6. | Macará               | 14 | 3  | 6  | 5  | 12 | 17 | -5  | 12  |     |
|  |  | 7. | Universidad Católica | 14 | 4  | 3  | 7  | 15 | 21 | -6  | 11  |     |
|  |  | 8. | América de Quito     | 14 | 1  | 3  | 10 | 9  | 28 | -19 | 5   |     |

#### Grupo 2
|  |  |    | Equipo                | PJ | PG | PE | PP | GF | GC | DG  | PTS | PB  |
|  |  | -- | --------------------- | -- | -- | -- | -- | -- | -- | --- | --- | --- |
|  |  | 1. | El Nacional           | 14 | 9  | 3  | 2  | 33 | 11 | +22 | 21  | 1,5 |
|  |  | 2. | Filanbanco            | 14 | 8  | 4  | 2  | 23 | 14 | +9  | 20  | 1   |
|  |  | 3. | Liga de Quito         | 14 | 8  | 3  | 3  | 28 | 16 | +12 | 19  | 0,5 |
|  |  | 4. | Esmeraldas Petrolero  | 14 | 5  | 4  | 5  | 16 | 16 | 0   | 14  |     |
|  |  | 5. | Técnico Universitario | 14 | 4  | 4  | 6  | 14 | 17 | -3  | 12  |     |
|  |  | 6. | Deportivo Cuenca      | 14 | 4  | 4  | 6  | 12 | 17 | -5  | 12  |     |
|  |  | 7. | Liga de Portoviejo    | 14 | 4  | 1  | 9  | 14 | 36 | -22 | 9   |     |
|  |  | 8. | 9 de Octubre          | 14 | 2  | 1  | 11 | 13 | 26 | -13 | 5   |     |

PJ = Partidos jugados; PG = Partidos ganados; PE = Partidos empatados; PP = Partidos perdidos; GF = Goles a favor; GC = Goles en contra; DG = Diferencia de gol; PTS = Puntos; PB = Puntos de bonificación
|  | Clasificaron al Cuadrangular del No Descenso. |

## Segunda etapa

### Partidos y resultados
| Fecha 1     | Fecha 1               | Fecha 1   | Fecha 1              |
| Fecha       | Equipo Local          | Resultado | Equipo Visitante     |
| ----------- | --------------------- | --------- | -------------------- |
| 14 de junio | Deportivo Cuenca      | 1 - 0     | Barcelona            |
| 14 de junio | Deportivo Quevedo     | 1 - 2     | Esmeraldas Petrolero |
| 14 de junio | Universidad Católica  | 1 - 3     | Deportivo Quito      |
| 14 de junio | 9 de Octubre          | 0 - 1     | Filanbanco           |
| 14 de junio | Audaz Octubrino       | 1 - 1     | Liga de Portoviejo   |
| 14 de junio | Técnico Universitario | 2 - 1     | Liga de Quito        |
| 14 de junio | Emelec                | 3 - 1     | Macará               |
| 14 de junio | El Nacional           | 2 - 1     | América de Quito     |

| Fecha 2     | Fecha 2              | Fecha 2   | Fecha 2               |
| Fecha       | Equipo Local         | Resultado | Equipo Visitante      |
| ----------- | -------------------- | --------- | --------------------- |
| 20 de junio | Esmeraldas Petrolero | 1 - 1     | 9 de Octubre          |
| 20 de junio | Filanbanco           | 5 - 0     | Universidad Católica  |
| 20 de junio | Deportivo Quito      | 2 - 1     | Deportivo Cuenca      |
| 20 de junio | Barcelona            | 1 - 2     | Deportivo Quevedo     |
| 20 de junio | Liga de Portoviejo   | 1 - 3     | Emelec                |
| 20 de junio | Macará               | 0 - 1     | El Nacional           |
| 20 de junio | Liga de Quito        | 1 - 0     | Audaz Octubrino       |
| 20 de junio | América de Quito     | 2 - 2     | Técnico Universitario |

| Fecha 3     | Fecha 3               | Fecha 3   | Fecha 3              |
| Fecha       | Equipo Local          | Resultado | Equipo Visitante     |
| ----------- | --------------------- | --------- | -------------------- |
| 27 de junio | Deportivo Quevedo     | 2 - 1     | Deportivo Quito      |
| 27 de junio | Universidad Católica  | 0 - 1     | Esmeraldas Petrolero |
| 27 de junio | Deportivo Cuenca      | 0 - 0     | Filanbanco           |
| 27 de junio | Barcelona             | 3 - 0     | 9 de Octubre         |
| 27 de junio | Audaz Octubrino       | 1 - 0     | América de Quito     |
| 27 de junio | Técnico Universitario | 1 - 0     | Macará               |
| 27 de junio | Emelec                | 2 - 0     | Liga de Quito        |
| 27 de junio | El Nacional           | 5 - 1     | Liga de Portoviejo   |

| Fecha 4    | Fecha 4              | Fecha 4   | Fecha 4               |
| Fecha      | Equipo Local         | Resultado | Equipo Visitante      |
| ---------- | -------------------- | --------- | --------------------- |
| 5 de julio | Esmeraldas Petrolero | 1 - 1     | Deportivo Cuenca      |
| 5 de julio | 9 de Octubre         | 2 - 2     | Deportivo Quito       |
| 5 de julio | Macará               | 2 - 0     | Audaz Octubrino       |
| 6 de julio | Universidad Católica | 1 - 2     | Barcelona             |
| 6 de julio | Filanbanco           | 4 - 0     | Deportivo Quevedo     |
| 6 de julio | El Nacional          | 1 - 1     | Liga de Quito         |
| 6 de julio | Liga de Portoviejo   | 1 - 1     | Técnico Universitario |
| 6 de julio | Emelec               | 0 - 1     | América de Quito      |

| Fecha 5     | Fecha 5               | Fecha 5   | Fecha 5              |
| Fecha       | Equipo Local          | Resultado | Equipo Visitante     |
| ----------- | --------------------- | --------- | -------------------- |
| 11 de julio | Barcelona             | 0 - 1     | Filanbanco           |
| 12 de julio | Técnico Universitario | 0 - 1     | Emelec               |
| 13 de julio | Deportivo Quito       | 3 - 1     | Esmeraldas Petrolero |
| 13 de julio | Deportivo Cuenca      | 2 - 1     | 9 de Octubre         |
| 13 de julio | Deportivo Quevedo     | 1 - 0     | Universidad Católica |
| 13 de julio | América de Quito      | 5 - 1     | Liga de Portoviejo   |
| 13 de julio | Liga de Quito         | 2 - 1     | Macará               |
| 13 de julio | Audaz Octubrino       | 3 - 2     | El Nacional          |

| Fecha 6     | Fecha 6              | Fecha 6   | Fecha 6               |
| Fecha       | Equipo Local         | Resultado | Equipo Visitante      |
| ----------- | -------------------- | --------- | --------------------- |
| 19 de julio | Universidad Católica | 0 - 1     | Deportivo Cuenca      |
| 19 de julio | El Nacional          | 1 - 1     | Técnico Universitario |
| 19 de julio | Liga de Quito        | 2 - 0     | Liga de Portoviejo    |
| 20 de julio | Deportivo Quevedo    | 3 - 0     | 9 de Octubre          |
| 20 de julio | Macará               | 4 - 2     | América de Quito      |
| 20 de julio | Audaz Octubrino      | 1 - 0     | Emelec                |
| 23 de julio | Barcelona            | 1 - 0     | Esmeraldas Petrolero  |
| 6 de agosto | Filanbanco           | 0 - 0     | Deportivo Quito       |

| Fecha 7      | Fecha 7               | Fecha 7   | Fecha 7              |
| Fecha        | Equipo Local          | Resultado | Equipo Visitante     |
| ------------ | --------------------- | --------- | -------------------- |
| 26 de julio  | Esmeraldas Petrolero  | 2 - 0     | Filanbanco           |
| 26 de julio  | Deportivo Cuenca      | 1 - 1     | Deportivo Quevedo    |
| 26 de julio  | 9 de Octubre          | 2 - 2     | Universidad Católica |
| 26 de julio  | Técnico Universitario | 1 - 0     | Audaz Octubrino      |
| 27 de julio  | Emelec                | 2 - 1     | El Nacional          |
| 27 de julio  | América de Quito      | 1 - 1     | Liga de Quito        |
| 27 de julio  | Liga de Portoviejo    | 1 - 3     | América de Quito     |
| 20 de agosto | Deportivo Quito       | 3 - 1     | Barcelona            |

| Fecha 8     | Fecha 8              | Fecha 8   | Fecha 8               |
| Fecha       | Equipo Local         | Resultado | Equipo Visitante      |
| ----------- | -------------------- | --------- | --------------------- |
| 2 de agosto | Esmeraldas Petrolero | 1 - 0     | Deportivo Quevedo     |
| 2 de agosto | Macará               | 2 - 0     | Emelec                |
| 3 de agosto | Deportivo Quito      | 1 - 1     | Universidad Católica  |
| 3 de agosto | Filanbanco           | 1 - 1     | 9 de Octubre          |
| 3 de agosto | Barcelona            | 2 - 1     | Deportivo Cuenca      |
| 3 de agosto | América de Quito     | 0 - 0     | El Nacional           |
| 3 de agosto | Liga de Quito        | 1 - 0     | Técnico Universitario |
| 3 de agosto | Liga de Portoviejo   | 0 - 0     | Audaz Octubrino       |

| Fecha 9      | Fecha 9               | Fecha 9   | Fecha 9              |
| Fecha        | Equipo Local          | Resultado | Equipo Visitante     |
| ------------ | --------------------- | --------- | -------------------- |
| 9 de agosto  | Técnico Universitario | 1 - 0     | Emelec               |
| 10 de agosto | Universidad Católica  | 4 - 1     | Filanbanco           |
| 10 de agosto | Deportivo Cuenca      | 0 - 0     | Deportivo Quito      |
| 10 de agosto | 9 de Octubre          | 2 - 0     | Esmeraldas Petrolero |
| 10 de agosto | Deportivo Quevedo     | 0 - 1     | Barcelona            |
| 10 de agosto | El Nacional           | 4 - 1     | Macará               |
| 10 de agosto | Audaz Octubrino       | 2 - 0     | Liga de Quito        |
| 10 de agosto | Emelec                | 2 - 0     | Liga de Portoviejo   |

| Fecha 10     | Fecha 10             | Fecha 10  | Fecha 10              |
| Fecha        | Equipo Local         | Resultado | Equipo Visitante      |
| ------------ | -------------------- | --------- | --------------------- |
| 13 de agosto | Esmeraldas Petrolero | 3 - 0     | Universidad Católica  |
| 13 de agosto | Deportivo Quito      | 4 - 0     | Deportivo Quevedo     |
| 13 de agosto | Filanbanco           | 1 - 0     | Deportivo Cuenca      |
| 13 de agosto | 9 de Octubre         | 1 - 3     | Barcelona             |
| 13 de agosto | Liga de Portoviejo   | 0 - 0     | El Nacional           |
| 13 de agosto | Macará               | 0 - 2     | Técnico Universitario |
| 13 de agosto | América de Quito     | 3 - 0     | Audaz Octubrino       |
| 13 de agosto | Liga de Quito        | 2 - 0     | Emelec                |

| Fecha 11     | Fecha 11              | Fecha 11  | Fecha 11             |
| Fecha        | Equipo Local          | Resultado | Equipo Visitante     |
| ------------ | --------------------- | --------- | -------------------- |
| 16 de agosto | Técnico Universitario | 3 - 2     | Liga de Portoviejo   |
| 17 de agosto | Deportivo Cuenca      | 1 - 0     | Esmeraldas Petrolero |
| 17 de agosto | Deportivo Quevedo     | 0 - 0     | Filanbanco           |
| 17 de agosto | Barcelona             | 0 - 2     | Universidad Católica |
| 17 de agosto | Deportivo Quito       | 2 - 1     | 9 de Octubre         |
| 17 de agosto | América de Quito      | 1 - 1     | Emelec               |
| 17 de agosto | Liga de Quito         | 0 - 1     | El Nacional          |
| 17 de agosto | Audaz Octubrino       | 2 - 1     | Macará               |

| Fecha 12     | Fecha 12             | Fecha 12  | Fecha 12              |
| Fecha        | Equipo Local         | Resultado | Equipo Visitante      |
| ------------ | -------------------- | --------- | --------------------- |
| 23 de agosto | Esmeraldas Petrolero | 2 - 1     | Deportivo Quito       |
| 23 de agosto | Macará               | 2 - 1     | Liga de Quito         |
| 24 de agosto | 9 de Octubre         | 4 - 1     | Deportivo Cuenca      |
| 24 de agosto | Filanbanco           | 0 - 0     | Barcelona             |
| 24 de agosto | Universidad Católica | 1 - 0     | Deportivo Quevedo     |
| 24 de agosto | El Nacional          | 0 - 0     | Audaz Octubrino       |
| 24 de agosto | Liga de Portoviejo   | 2 - 1     | América de Quito      |
| 24 de agosto | Emelec               | 0 - 1     | Técnico Universitario |

| Fecha 13     | Fecha 13              | Fecha 13  | Fecha 13             |
| Fecha        | Equipo Local          | Resultado | Equipo Visitante     |
| ------------ | --------------------- | --------- | -------------------- |
| 30 de agosto | Esmeraldas Petrolero  | 0 - 0     | Barcelona            |
| 30 de agosto | Técnico Universitario | 2 - 1     | El Nacional          |
| 31 de agosto | Deportivo Quito       | 1 - 1     | Filanbanco           |
| 31 de agosto | Deportivo Cuenca      | 3 - 0     | Universidad Católica |
| 31 de agosto | 9 de Octubre          | 1 - 0     | Deportivo Quevedo    |
| 31 de agosto | América de Quito      | 2 - 1     | Macará               |
| 31 de agosto | Liga de Portoviejo    | 2 - 0     | Liga de Quito        |
| 31 de agosto | Emelec                | 0 - 0     | Audaz Octubrino      |

| Fecha 14        | Fecha 14             | Fecha 14  | Fecha 14              |
| Fecha           | Equipo Local         | Resultado | Equipo Visitante      |
| --------------- | -------------------- | --------- | --------------------- |
| 6 de septiembre | Barcelona            | 3 - 1     | Deportivo Quito       |
| 6 de septiembre | Filanbanco           | 3 - 0     | Esmeraldas Petrolero  |
| 6 de septiembre | Macará               | 4 - 2     | Liga de Portoviejo    |
| 7 de septiembre | Universidad Católica | 2 - 0     | 9 de Octubre          |
| 7 de septiembre | Deportivo Quevedo    | 1 - 1     | Deportivo Cuenca      |
| 7 de septiembre | Liga de Quito        | 0 - 0     | América de Quito      |
| 7 de septiembre | El Nacional          | 2 - 1     | Emelec                |
| 7 de septiembre | Audaz Octubrino      | 2 - 0     | Técnico Universitario |

### Tabla de posiciones

#### Grupo 1
|  |  |    | Equipo               | PJ | PG | PE | PP | GF | GC | DG  | PTS | PP  |
|  |  | -- | -------------------- | -- | -- | -- | -- | -- | -- | --- | --- | --- |
|  |  | 1. | Filanbanco           | 14 | 6  | 6  | 2  | 18 | 8  | +10 | 18  | 1.5 |
|  |  | 2. | Deportivo Quito      | 14 | 6  | 5  | 3  | 24 | 16 | +8  | 17  | 1   |
|  |  | 3. | Barcelona            | 14 | 7  | 2  | 5  | 17 | 13 | +4  | 16  | 0.5 |
|  |  | 4. | Deportivo Cuenca     | 14 | 5  | 5  | 4  | 14 | 13 | +1  | 15  |     |
|  |  | 5. | Esmeraldas Petrolero | 14 | 5  | 3  | 6  | 14 | 14 | 0   | 13  |     |
|  |  | 6. | Deportivo Quevedo    | 14 | 4  | 3  | 7  | 11 | 18 | -7  | 11  |     |
|  |  | 7. | 9 de Octubre         | 14 | 3  | 4  | 7  | 16 | 23 | -7  | 10  |     |
|  |  | 8. | Universidad Católica | 14 | 4  | 2  | 8  | 14 | 23 | -9  | 10  |     |

#### Grupo 2
|  |  |    | Equipo                | PJ | PG | PE | PP | GF | GC | DG  | PTS | PP  |
|  |  | -- | --------------------- | -- | -- | -- | -- | -- | -- | --- | --- | --- |
|  |  | 1. | Técnico Universitario | 14 | 8  | 3  | 3  | 17 | 12 | +5  | 19  | 1.5 |
|  |  | 2. | El Nacional           | 14 | 6  | 5  | 3  | 21 | 13 | +8  | 17  | 1   |
|  |  | 3. | Audaz Octubrino       | 14 | 6  | 4  | 4  | 12 | 11 | +1  | 16  | 0.5 |
|  |  | 4. | Emelec                | 14 | 6  | 2  | 6  | 15 | 13 | +2  | 15  |     |
|  |  | 5. | América de Quito      | 14 | 4  | 5  | 5  | 19 | 16 | +3  | 13  |     |
|  |  | 6. | Liga de Quito         | 14 | 5  | 3  | 6  | 12 | 14 | -2  | 11  |     |
|  |  | 7. | Macará                | 14 | 6  | 0  | 8  | 22 | 23 | -1  | 10  |     |
|  |  | 8. | Liga de Portoviejo    | 14 | 2  | 4  | 8  | 14 | 30 | -16 | 10  |     |

PJ = Partidos jugados; PG = Partidos ganados; PE = Partidos empatados; PP = Partidos perdidos; GF = Goles a favor; GC = Goles en contra; DG = Diferencia de gol; PTS = Puntos; PB = Puntos de bonificación
|  | Clasificaron al Cuadrangular del No Descenso. |

## Tercera etapa

### Partidos y resultados
| Fecha 1          | Fecha 1              | Fecha 1   | Fecha 1               |
| Fecha            | Equipo Local         | Resultado | Equipo Visitante      |
| ---------------- | -------------------- | --------- | --------------------- |
| 13 de septiembre | Esmeraldas Petrolero | 1 - 1     | El Nacional           |
| 14 de septiembre | Deportivo Cuenca     | 0 - 0     | Liga de Quito         |
| 14 de septiembre | Deportivo Quito      | 5 - 0     | Deportivo Quevedo     |
| 14 de septiembre | Emelec               | 2 - 0     | Técnico Universitario |
| 14 de septiembre | Macará               | 2 - 1     | Barcelona             |
| 14 de septiembre | Filanbanco           | 2 - 1     | Audaz Octubrino       |
| 14 de septiembre | Universidad Católica | 2 - 1     | 9 de Octubre          |
| 14 de septiembre | Liga de Portoviejo   | 2 - 1     | América de Quito      |

| Fecha 2          | Fecha 2               | Fecha 2   | Fecha 2              |
| Fecha            | Equipo Local          | Resultado | Equipo Visitante     |
| ---------------- | --------------------- | --------- | -------------------- |
| 20 de septiembre | Técnico Universitario | 1 - 0     | Deportivo Quito      |
| 20 de septiembre | Deportivo Cuenca      | 4 - 0     | Deportivo Quevedo    |
| 21 de septiembre | Liga de Quito         | 1 - 0     | Emelec               |
| 21 de septiembre | El Nacional           | 1 - 2     | Macará               |
| 21 de septiembre | Audaz Octubrino       | 0 - 1     | Esmeraldas Petrolero |
| 21 de septiembre | Universidad Católica  | 1 - 0     | América de Quito     |
| 21 de septiembre | 9 de Octubre          | 1 - 2     | Liga de Portoviejo   |
| 29 de octubre    | Barcelona             | 3 - 0     | Filanbanco           |

| Fecha 3          | Fecha 3              | Fecha 3   | Fecha 3               |
| Fecha            | Equipo Local         | Resultado | Equipo Visitante      |
| ---------------- | -------------------- | --------- | --------------------- |
| 27 de septiembre | Macará               | 1 - 0     | Audaz Octubrino       |
| 27 de septiembre | Esmeraldas Petrolero | 1 - 1     | Filanbanco            |
| 28 de septiembre | Liga de Quito        | 1 - 1     | Deportivo Quito       |
| 28 de septiembre | Emelec               | 0 - 1     | Deportivo Cuenca      |
| 28 de septiembre | Deportivo Quevedo    | 1 - 3     | Técnico Universitario |
| 28 de septiembre | Liga de Portoviejo   | 2 - 1     | Universidad Católica  |
| 28 de septiembre | América de Quito     | 3 - 1     | 9 de Octubre          |
| 5 de noviembre   | Barcelona            | 2 - 0     | El Nacional           |

| Fecha 4      | Fecha 4           | Fecha 4   | Fecha 4               |
| Fecha        | Equipo Local      | Resultado | Equipo Visitante      |
| ------------ | ----------------- | --------- | --------------------- |
| 4 de octubre | Macará            | 2 - 2     | Filanbanco            |
| 5 de octubre | Deportivo Quito   | 2 - 0     | Emelec                |
| 5 de octubre | Deportivo Cuenca  | 2 - 0     | Técnico Universitario |
| 5 de octubre | Deportivo Quevedo | 1 - 1     | Liga de Quito         |
| 5 de octubre | El Nacional       | 4 - 1     | Audaz Octubrino       |
| 5 de octubre | Barcelona         | 2 - 0     | Esmeraldas Petrolero  |
| 5 de octubre | América de Quito  | 1 - 1     | Liga de Portoviejo    |
| 5 de octubre | 9 de Octubre      | 1 - 2     | Universidad Católica  |

| Fecha 5       | Fecha 5               | Fecha 5   | Fecha 5              |
| Fecha         | Equipo Local          | Resultado | Equipo Visitante     |
| ------------- | --------------------- | --------- | -------------------- |
| 8 de octubre  | Emelec                | 3 - 0     | Deportivo Quevedo    |
| 8 de octubre  | Filanbanco            | 1 - 1     | El Nacional          |
| 9 de octubre  | Deportivo Quito       | 2 - 1     | Deportivo Cuenca     |
| 9 de octubre  | Técnico Universitario | 2 - 1     | Liga de Quito        |
| 9 de octubre  | Esmeraldas Petrolero  | 2 - 2     | Macará               |
| 9 de octubre  | Técnico Universitario | 0 - 4     | Barcelona            |
| 12 de octubre | Liga de Portoviejo    | 4 - 4     | 9 de Octubre         |
| 12 de octubre | América de Quito      | 1 - 0     | Universidad Católica |

| Fecha 6       | Fecha 6               | Fecha 6   | Fecha 6              |
| Fecha         | Equipo Local          | Resultado | Equipo Visitante     |
| ------------- | --------------------- | --------- | -------------------- |
| 17 de octubre | Técnico Universitario | 3 - 0     | Emelec               |
| 17 de octubre | Deportivo Quevedo     | 0 - 0     | Deportivo Quito      |
| 17 de octubre | El Nacional           | 2 - 0     | Esmeraldas Petrolero |
| 17 de octubre | Audaz Octubrino       | 1 - 1     | Filanbanco           |
| 17 de octubre | Barcelona             | 3 - 1     | Macará               |
| 17 de octubre | Liga de Quito         | 0 - 2     | Deportivo Cuenca     |
| 19 de octubre | 9 de Octubre          | 0 - 1     | América de Quito     |
| 19 de octubre | Universidad Católica  | 4 - 1     | Liga de Portoviejo   |

| Fecha 7       | Fecha 7              | Fecha 7   | Fecha 7               |
| Fecha         | Equipo Local         | Resultado | Equipo Visitante      |
| ------------- | -------------------- | --------- | --------------------- |
| 18 de octubre | Esmeraldas Petrolero | 0 - 1     | Audaz Octubrino       |
| 18 de octubre | Macará               | 1 - 5     | El Nacional           |
| 19 de octubre | Emelec               | 2 - 0     | Liga de Quito         |
| 19 de octubre | Filanbanco           | 1 - 1     | Barcelona             |
| 19 de octubre | Deportivo Quevedo    | 0 - 0     | Deportivo Cuenca      |
| 19 de octubre | Deportivo Quito      | 1 - 1     | Técnico Universitario |

| Fecha 8       | Fecha 8               | Fecha 8   | Fecha 8              |
| Fecha         | Equipo Local          | Resultado | Equipo Visitante     |
| ------------- | --------------------- | --------- | -------------------- |
| 25 de octubre | Técnico Universitario | 2 - 0     | Deportivo Quevedo    |
| 25 de octubre | Filanbanco            | 1 - 0     | Esmeraldas Petrolero |
| 26 de octubre | Deportivo Quito       | 3 - 3     | Liga de Quito        |
| 26 de octubre | Deportivo Cuenca      | 2 - 1     | Emelec               |
| 26 de octubre | Audaz Octubrino       | 3 - 1     | Macará               |
| 26 de octubre | El Nacional           | 2 - 0     | Barcelona            |

| Fecha 9        | Fecha 9               | Fecha 9   | Fecha 9           |
| Fecha          | Equipo Local          | Resultado | Equipo Visitante  |
| -------------- | --------------------- | --------- | ----------------- |
| 1 de noviembre | Liga de Quito         | 3 - 1     | Deportivo Quevedo |
| 1 de noviembre | Técnico Universitario | 2 - 2     | Deportivo Cuenca  |
| 1 de noviembre | Esmeraldas Petrolero  | 0 - 1     | Barcelona         |
| 1 de noviembre | Audaz Octubrino       | 0 - 2     | El Nacional       |
| 2 de noviembre | Emelec                | 2 - 2     | Deportivo Quito   |
| 2 de noviembre | Filanbanco            | 3 - 1     | Macará            |

| Fecha 10       | Fecha 10          | Fecha 10  | Fecha 10              |
| Fecha          | Equipo Local      | Resultado | Equipo Visitante      |
| -------------- | ----------------- | --------- | --------------------- |
| 9 de noviembre | Liga de Quito     | 0 - 0     | Técnico Universitario |
| 9 de noviembre | Deportivo Cuenca  | 1 - 0     | Deportivo Quito       |
| 9 de noviembre | Deportivo Quevedo | 2 - 3     | Emelec                |
| 9 de noviembre | Barcelona         | 2 - 1     | Audaz Octubrino       |
| 9 de noviembre | El Nacional       | 2 - 2     | Filanbanco            |
| 9 de noviembre | Macará            | 3 - 1     | Esmeraldas Petrolero  |

### Tabla de posiciones

#### Grupo 1
|  |  |    | Equipo                | PJ | PG | PE | PP | GF | GC | DG  | PTS  | PB  |
|  |  | -- | --------------------- | -- | -- | -- | -- | -- | -- | --- | ---- | --- |
|  |  | 1. | Deportivo Cuenca      | 10 | 6  | 3  | 1  | 15 | 5  | +10 | 15   |     |
|  |  | 2. | Técnico Universitario | 10 | 5  | 3  | 2  | 14 | 9  | +5  | 14.5 | 1.5 |
|  |  | 3. | Deportivo Quito       | 10 | 3  | 5  | 2  | 16 | 10 | +6  | 13.5 | 2,5 |
|  |  | 4. | Emelec                | 10 | 4  | 1  | 2  | 13 | 13 | 0   | 10   | 1   |
|  |  | 5. | Liga de Quito         | 10 | 2  | 5  | 3  | 10 | 12 | -2  | 9.5  | 0.4 |
|  |  | 6. | Deportivo Quevedo     | 10 | 0  | 3  | 7  | 5  | 24 | -19 | 3    |     |

#### Grupo 2
|  |  |    | Equipo               | PJ | PG | PE | PP | GF | GC | DG  | PTS  | PB  |
|  |  | -- | -------------------- | -- | -- | -- | -- | -- | -- | --- | ---- | --- |
|  |  | 1. | El Nacional          | 10 | 6  | 3  | 1  | 23 | 10 | +13 | 17.5 | 2.5 |
|  |  | 2. | Barcelona            | 10 | 7  | 1  | 2  | 19 | 7  | +12 | 16   | 1   |
|  |  | 3. | Filanbanco           | 10 | 3  | 6  | 1  | 14 | 13 | +1  | 14.5 | 2.5 |
|  |  | 4. | Macará               | 10 | 3  | 2  | 5  | 16 | 24 | -8  | 8    |     |
|  |  | 5. | Audaz Octubrino      | 10 | 2  | 1  | 7  | 8  | 18 | -10 | 5.5  | 0.5 |
|  |  | 6. | Esmeraldas Petrolero | 10 | 1  | 3  | 6  | 6  | 13 | -7  | 5    |     |

PJ = Partidos jugados; PG = Partidos ganados; PE = Partidos empatados; PP = Partidos perdidos; GF = Goles a favor; GC = Goles en contra; DG = Diferencia de gol; PTS = Puntos; PB = Puntos de bonificación
|  | Clasificaron al Cuadrangular final. |

## Cuadrangular del No Descenso

### Partidos y resultados
| Fecha 1          | Fecha 1              | Fecha 1   | Fecha 1          |
| Fecha            | Equipo Local         | Resultado | Equipo Visitante |
| ---------------- | -------------------- | --------- | ---------------- |
| 14 de septiembre | Universidad Católica | 2 - 1     | 9 de Octubre     |
| 14 de septiembre | Liga de Portoviejo   | 2 - 1     | América de Quito |

| Fecha 2          | Fecha 2              | Fecha 2   | Fecha 2            |
| Fecha            | Equipo Local         | Resultado | Equipo Visitante   |
| ---------------- | -------------------- | --------- | ------------------ |
| 21 de septiembre | Universidad Católica | 1 - 0     | América de Quito   |
| 21 de septiembre | 9 de Octubre         | 1 - 2     | Liga de Portoviejo |

| Fecha 3          | Fecha 3            | Fecha 3   | Fecha 3              |
| Fecha            | Equipo Local       | Resultado | Equipo Visitante     |
| ---------------- | ------------------ | --------- | -------------------- |
| 28 de septiembre | Liga de Portoviejo | 2 - 1     | Universidad Católica |
| 28 de septiembre | América de Quito   | 3 - 1     | 9 de Octubre         |

| Fecha 4      | Fecha 4          | Fecha 4   | Fecha 4              |
| Fecha        | Equipo Local     | Resultado | Equipo Visitante     |
| ------------ | ---------------- | --------- | -------------------- |
| 5 de octubre | América de Quito | 1 - 1     | Liga de Portoviejo   |
| 5 de octubre | 9 de Octubre     | 1 - 2     | Universidad Católica |

| Fecha 5       | Fecha 5            | Fecha 5   | Fecha 5              |
| Fecha         | Equipo Local       | Resultado | Equipo Visitante     |
| ------------- | ------------------ | --------- | -------------------- |
| 12 de octubre | Liga de Portoviejo | 4 - 4     | 9 de Octubre         |
| 12 de octubre | América de Quito   | 1 - 0     | Universidad Católica |

| Fecha 6       | Fecha 6              | Fecha 6   | Fecha 6            |
| Fecha         | Equipo Local         | Resultado | Equipo Visitante   |
| ------------- | -------------------- | --------- | ------------------ |
| 19 de octubre | 9 de Octubre         | 0 - 1     | América de Quito   |
| 19 de octubre | Universidad Católica | 4 - 1     | Liga de Portoviejo |

### Tabla de posiciones
|  |  |    | Equipo               | PJ | PG | PE | PP | GF | GC | DG | PTS | PP   |
|  |  | -- | -------------------- | -- | -- | -- | -- | -- | -- | -- | --- | ---- |
|  |  | 1. | Universidad Católica | 6  | 4  | 0  | 2  | 10 | 6  | +4 | 7.5 | -0.5 |
|  |  | 2. | Liga de Portoviejo   | 6  | 3  | 2  | 1  | 12 | 12 | 0  | 7.5 | -1.5 |
|  |  | 3. | América de Quito     | 6  | 3  | 1  | 2  | 7  | 5  | +2 | 6.5 | -2.5 |
|  |  | 4. | 9 de Octubre         | 6  | 0  | 1  | 5  | 8  | 14 | -6 | 0.5 | -0.5 |

PJ = Partidos jugados; PG = Partidos ganados; PE = Partidos empatados; PP = Partidos perdidos; GF = Goles a favor; GC = Goles en contra; DG = Diferencia de gol; PTS = Puntos; PP = Puntos de Penalización
|  | Descendió a la Segunda División. |

## Cuadrangular final

### Partidos y resultados
| Fecha 1         | Fecha 1               | Fecha 1   | Fecha 1          |
| Fecha           | Equipo Local          | Resultado | Equipo Visitante |
| --------------- | --------------------- | --------- | ---------------- |
| 16 de noviembre | Técnico Universitario | 1 - 0     | Barcelona        |
| 16 de noviembre | Deportivo Cuenca      | 0 - 1     | El Nacional      |

| Fecha 2         | Fecha 2      | Fecha 2   | Fecha 2               |
| Fecha           | Equipo Local | Resultado | Equipo Visitante      |
| --------------- | ------------ | --------- | --------------------- |
| 23 de noviembre | El Nacional  | 2 - 1     | Técnico Universitario |
| 23 de noviembre | Barcelona    | 2 - 0     | Deportivo Cuenca      |

| Fecha 3         | Fecha 3          | Fecha 3   | Fecha 3               |
| Fecha           | Equipo Local     | Resultado | Equipo Visitante      |
| --------------- | ---------------- | --------- | --------------------- |
| 30 de noviembre | Deportivo Cuenca | 3 - 1     | Técnico Universitario |
| 30 de noviembre | Barcelona        | 1 - 0     | El Nacional           |

| Fecha 4        | Fecha 4               | Fecha 4   | Fecha 4          |
| Fecha          | Equipo Local          | Resultado | Equipo Visitante |
| -------------- | --------------------- | --------- | ---------------- |
| 6 de diciembre | Técnico Universitario | 2 - 0     | Deportivo Cuenca |
| 7 de diciembre | El Nacional           | 4 - 0     | Barcelona        |

| Fecha 5         | Fecha 5               | Fecha 5   | Fecha 5          |
| Fecha           | Equipo Local          | Resultado | Equipo Visitante |
| --------------- | --------------------- | --------- | ---------------- |
| 13 de diciembre | Deportivo Cuenca      | 0 - 3     | Barcelona        |
| 14 de diciembre | Técnico Universitario | 0 - 0     | El Nacional      |

| Fecha 6         | Fecha 6         | Fecha 6   | Fecha 6               |
| Fecha           | Equipo Local    | Resultado | Equipo Visitante      |
| --------------- | --------------- | --------- | --------------------- |
| 21 de diciembre | El Nacional (C) | 2 - 0     | Deportivo Cuenca      |
| 21 de diciembre | Barcelona       | 1 - 1     | Técnico Universitario |

### Tabla de posiciones
|      |  |    | Equipo                | PJ | PG | PE | PP | GF | GC | DG | PTS | PB |
| ---- |  | -- | --------------------- | -- | -- | -- | -- | -- | -- | -- | --- | -- |
| (C)  |  | 1. | El Nacional           | 6  | 4  | 1  | 1  | 9  | 2  | +2 | 10  | 1  |
| (SC) |  | 2. | Barcelona             | 6  | 3  | 1  | 2  | 7  | 6  | +1 | 7   |    |
|      |  | 3. | Técnico Universitario | 6  | 2  | 2  | 2  | 6  | 6  | 0  | 6   |    |
|      |  | 4. | Deportivo Cuenca      | 6  | 1  | 0  | 5  | 3  | 11 | -8 | 3   | 1  |

PJ = Partidos jugados; PG = Partidos ganados; PE = Partidos empatados; PP = Partidos perdidos; GF = Goles a favor; GC = Goles en contra; DG = Diferencia de gol; PTS = Puntos; PB = Puntos de bonificación
| (C)  | Campeón, clasificó a la Copa Libertadores 1987.    |
| (SC) | Subcampeón, clasificó a la Copa Libertadores 1987. |

### Campeón
|                                               |
|                                               |
| Campeón Club Deportivo El Nacional 9.º título |

## Goleadores
| Jugador                   | Equipo             | Goles |
| ------------------------- | ------------------ | ----- |
| Juan Carlos de Lima       | Deportivo Quito    | 23    |
| Ermen Benítez             | El Nacional        | 16    |
| Geovanny Mera             | El Nacional        | 16    |
| Pedro Mauricio Muñoz      | Filanbanco         | 16    |
| José Vicente Moreno       | Liga de Quito      | 15    |
| Ricardo Roberto Cacchione | Liga de Portoviejo | 14    |